# بخش حمیرپور (اوتار پرادش)
بخش حمیرپور (به انگلیسی: Hamirpur district) یک منطقهٔ مسکونی در هند است که در Chitrakoot division واقع شده‌است. بخش حمیرپور ۴٬۱۲۱ کیلومتر مربع مساحت و ۱٬۱۰۴٬۲۸۵ نفر جمعیت دارد.